# Кроуфорд (окръг, Охайо)
Вижте пояснителната страница за други значения на Кроуфорд.
Окръг Кроуфорд (на английски: Crawford County) е окръг в щата Охайо, Съединени американски щати. Площта му е 1044 km², а населението - 46 966 души (2000). Административен център е град Бюсайръс.